# 麥成灝
麥成灝（英語：Gary Mak Shing-ho，1993年—），現任香港大埔區議會地區委員會界別議員。他亦為大埔南分區委員會委員及大埔區關愛隊太和小區隊長。

## 簡歷
中學就讀恩主教書院，及後修讀香港理工大學互動媒體(榮譽)文學士。現擔任大埔區議員，新界青年聯會副主席，大埔青年協會主席及大埔各界協會副會長等職。

## 公職

### 區議會職務
- 大埔區議會議員
  - 地區設施及工程委員會委員
  - 食物環境衞生委員會委員
  - 交通運輸委員會委員
  - 社會福利、房屋及發展規劃委員會委員
  - 提振地區經濟專責工作小組成員

### 其他公職
- 大埔南分區委員會委員
- 大埔及北區青少年服務地方委員會委員[6]
- 大埔區安老院舍服務質素小組成員
- 審查娛樂遊戲／遊戲機諮詢小組成員[7]

### 曾擔任的公職
- 青年事務委員會國際交流及會議工作小組增選委員
- 無律師代表法律諮詢顧問委員會委員
- 大埔區青年活動委員會全年活動工作小組召集人
- 大埔區青年網絡活動策劃委員會委員

## 曾獲獎項
- 2016年獲頒「優秀青年嘉許計劃」十大優秀青年（星中之星）（公開組）兼青年領袖獎[8]
- 2017年獲頒「民政事務局局長嘉許狀(青年)」[9]
- 2018年獲頒「大灣區青年領袖」[10]

## 參與區議會選舉
2023年12月10日，麥成灝首次參與區議會選舉，在大埔地區委員會界別以62票(71.26%)成功當選。

### 歷屆選舉結果
| 政党 | 政党             | 候选人    | 票数 | %     | ± |
| ---- | ---------------- | --------- | ---- | ----- | - |
|      | 民建聯           | ①. 李文傑 | 54   | 62.07 |   |
|      | 民建聯           | ②. 葉俊傑 | 44   | 50.57 |   |
|      | 獨立             | ③. 麥成灝 | 62   | 71.26 |   |
|      | 新界社團聯會     | ④. 林海坤 | 21   | 24.14 |   |
|      | 民建聯           | ⑤. 梅少峰 | 79   | 90.80 |   |
|      | 新界社團聯會     | ⑥. 陳笑權 | 73   | 83.91 |   |
|      | 民建聯           | ⑦. 黃偉憧 | 71   | 81.61 |   |
|      | 香港工會聯合會   | ⑧. 梁浩廉 | 38   | 43.68 |   |
|      | 新民黨           | ⑨. 陳建君 | 59   | 67.82 |   |
|      | 香港經濟民生聯盟 | ⑩. 李華光 | 74   | 85.06 |   |
|      | 新界社團聯會     | ⑪. 余智榮 | 73   | 83.91 |   |
|      | 民建聯           | ⑫. 羅志平 | 48   | 55.17 |   |